# Джезерие
Джезерие (на турски: Cezerye) е турски десерт, характерен за района на град Мерсин.
Приготвя се от сироп от моркови (по-рядко нар или други плодове), който се вари до степен на желиране, с добавени смлени ядки (най-често шамфъстък). Оформя се на тънки пластове и се овалва от двете страни в кокосови стърготини, реже се на правоъгълни хапки с размери около 2 на 3 сантиметра. По консистенцията си джезерието прилича на локум и двата десерта често се поднасят заедно.
Името на десерта идва от арабската думата „cezer“, която означава „морков“.